# Белорусско-польско-литовское пограничье
Белорусско-польско-литовское пограничье — межгосударственное пограничье, пространство исторического сосуществования и взаимодействия белорусов, поляков и литовцев. На сегодняшний день, так как в крае имеется несовпадение этнических и политических границ, межкультурные контакты в приграничных ареалах Польши (Подляское воеводство; Восточная Белостокщина и Подляшье), Литвы (Вильнюсский и Алитусский уезды; Виленский край и Дзукия) и Беларуси (Гродненская область; Повилье и Понеманье) приобрели характер взаимоотношений большинства и меньшинства.
Здесь встречается размежевание и одновременно сосуществование и взаимодействие политических, этнокультурных и конфессиональных общностей. В регионе сошлись несколько типов границ: геополитические («Восток» и «Запад»), политические (Польша, Беларусь и Литва), этнические (балты в лице литовцев и славяне в лице поляков и белорусов, а также общины евреев и татар), конфессиональные (католицизм и православие).
Этнокультурная ситуация в крае напоминает «плавильный котёл». С этой точки зрения сторонний наблюдатель едва ли может идентифицировать, особенно в городах, этническую принадлежность жителей пограничья. Здесь имеют место случаи, когда односельчане другой веры или национальности воспринимаются как «свои», а следовательно категоризация «свой-чужой» имеет локальный критерий, который базируется на общности жизненных приоритетов и ценностей, уровня жизни, повседневной практики. Слабая выраженность национальных стереотипов в пограничье свидетельствует об особом понимании различий, а именно как о чём-то естественном, «данном Богом». В представлении местного населения различия не создают границы между людьми, не делят их на «своих» и «чужих». В статье 2011 года Ольги Гущевой приведено воспоминание пожилой польки из Беларуси о наставлении своей матери, которая владела пятью языками: «Доченька, учи своих детей говорить по-разному. Только у коровы один язык и у лошади один язык, а человеку Господь Бог дал разум неизмеримый».
Некоторые жители региона не отождествляют себя с определённым государством, но демонстративно лояльны к той державе, на территории которой проживают в данный момент. При этом смена государственной принадлежности не влияет на их идентичность. Данный подход сглаживает национальные различия и минимизирует вероятность национального антагонизма. Ольга Гущевая приводила следующий пример, когда у пожилой польки спросили: «А Беларусь является вашей родиной?» Женщина ответила: «Ну какая родина… Теперь Беларусь называется. Но всё равно, мы поляки, родина наша». Было добавлено: «А если бы вас спросили, что является вашей столицей: Варшава или Минск?» полька ответила, что «наша столица Минск», а «Варшава уже далеко, уже считается за границей».
«Фактор веры» в пограничье остаётся главным при определении этнической идентификации. В статье 2018 года Натальи Улейчик заявлено о взаимосвязи этнического и конфессионального фактора при определении жителями своей национальности. Данное обстоятельство стало проблемой для белорусов края. Если подавляющее большинство поляков относят себя к католикам, а русских — к православным, то у белорусов ситуация сложнее, так как они могут быть и теми, и теми. А поскольку в крае наблюдается несовпадение этнических и конфессиональных границ, то у представителей народа происходит этническая диссоциация.
Отсюда вытекает другой факт — межконфессиональные браки, которые в ряде случаев также затрудняют самоидентификацию. Гущевая привела пример, когда у выходца из православно-католической семьи спросили о его конфессиональной принадлежности, на что был дан такой ответ: «Я как придётся где. Где надо православный, где надо католик».
Особенности региона сказываются и на других национальностях, которые здесь проживают. Согласно исследованию 2008 года Николая Беспамятных о русских Гродненской области, среди русского сообщества края больше людей владеют белорусским (21,1 %) в сравнении с представителями народа по всей стране (17,6 %). Кроме того, если по всей стране русский язык назвали родным 90,7 % русских, то в Гродненской области уже 88,0 %. Половина респондентов русской национальности региона заявили о владении белорусским на высоком уровне. Примерно половина респондентов позитивно отнеслась к белорусскому языку как государственному и полагала, что русские, проживающие в стране, обязаны знать этот язык и быть в состоянии им пользоваться (противоположное мнение было у четверти опрошенных русских). Для молодого поколения представителей национальности в пограничье характерно двуязычие с тенденцией трансформироваться в многоязычие.
Всё это делает белорусско-польско-литовское пограничье, по заявлению Ольги Гущевой, одним из наименее конфликтогенных регионов.
По данным переписи 2019 года, Гродненская область являлась самой белорусскоязычной областью Беларуси: языком домашнего общения белорусский назвали 37,90 % жителей региона.